# Limnophila hippuridoides
Limnophila hippuridoides är en grobladsväxtart som beskrevs av Philcox. Limnophila hippuridoides ingår i släktet Limnophila och familjen grobladsväxter. Inga underarter finns listade i Catalogue of Life.